# Soddì
Soddì (in sardo Soddie) è un comune italiano di 118 abitanti della provincia di Oristano in Sardegna. Il comune sorge a 250 metri sul livello del mare nella regione storica del Guilcer.
Dal suo centro abitato si può osservare il vicino lago Omodeo.

## Storia

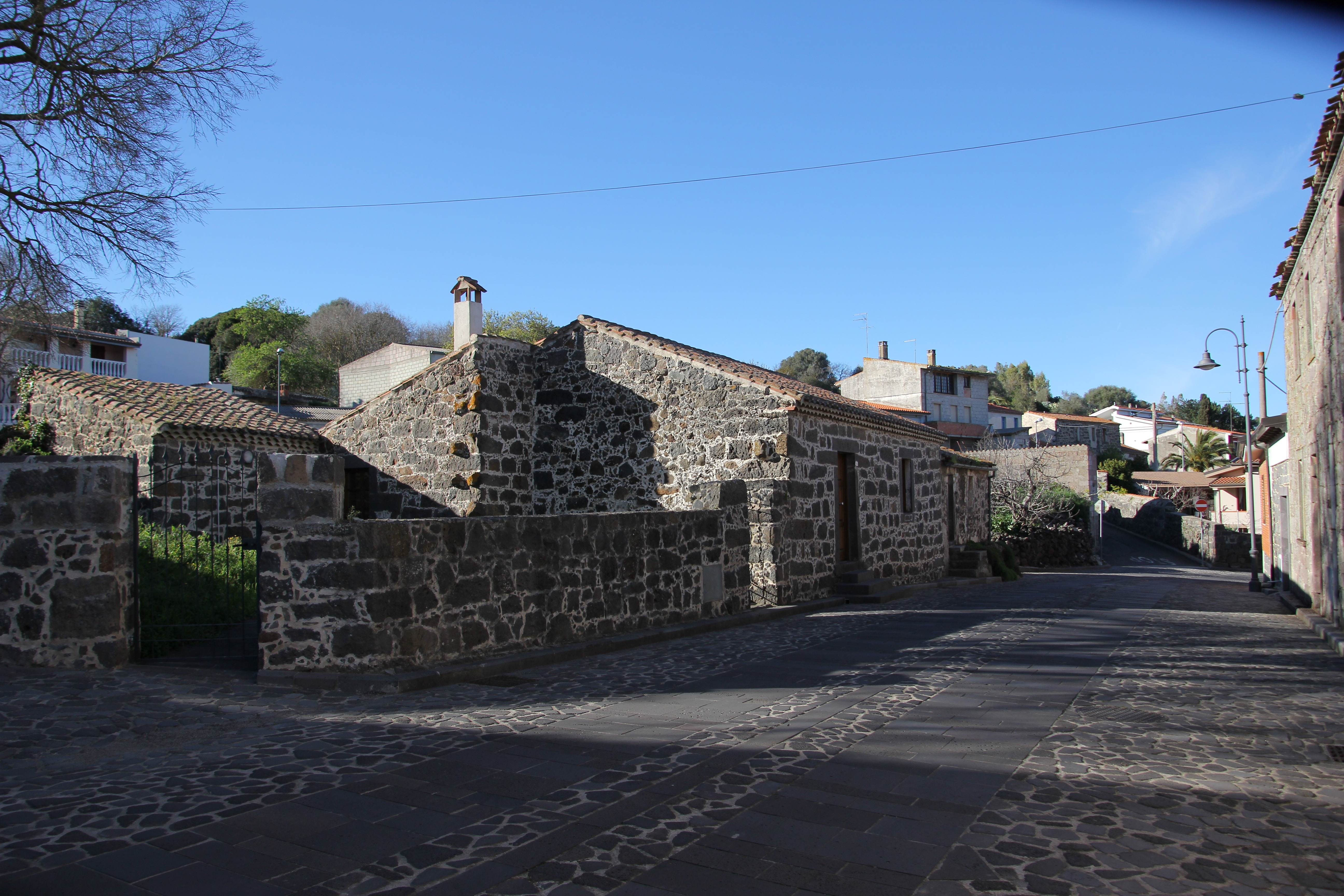
Una via del centro

L'area fu abitata già dall'epoca nuragica, per la presenza sul territorio di numerosi nuraghi,
Nel Medioevo appartenne al Giudicato di Arborea e fece parte della curatoria di Guilcier, o Gilciber, detta più tardi Ozier Real. Alla caduta del giudicato (1410) passò sotto il dominio aragonese. Nel 1416 tutto il Gilciber e i territori della curatoria di Parte Barigadu vennero concessi in feudo a Valore di Ligia, un arborense che aveva tradito il giudice di Arborea Ugone III nel corso delle guerre tra Aragona e Arborea; quando però Valore e suo figlio Bernardo si recarono a prendere possesso del feudo, vennero uccisi insieme alla loro scorta a Zuri.
Più tardi entrò a far parte del marchesato di Sedilo, di cui seguì le sorti fino al 1839, quando il sistema feudale venne abolito e il paese fu riscattato agli ultimi feudatari e divenne un comune amministrato da un sindaco e da un consiglio comunale.
Aggregato a Ghilarza nel 1927, fu ricostituito in comune nel 1979.

### Simboli
Lo stemma e il gonfalone del comune di Soddì sono stati concessi con decreto del presidente della Repubblica del 6 febbraio 2003.
Il gonfalone è un drappo di rosso.

## Monumenti e luoghi d'interesse
- Nuraghe Aurù. Monotorre
- Nuraghe Santa Anastasia
- Nuraghe Crastu

## Società

### Evoluzione demografica
Abitanti censiti

### Etnie e minoranze straniere
Secondo i dati ISTAT al 31 dicembre 2010 la popolazione straniera residente era di 15 persone. Le nazionalità maggiormente rappresentate in base alla loro percentuale sul totale della popolazione residente erano:
- Marocco 5 4,10%
- Romania 2 1,64%
- Francia 7 6,00%

### Lingue e dialetti
La variante del sardo parlata a Soddì è riconducibile alla Limba de mesania.

## Amministrazione
| Periodo        | Periodo        | Primo cittadino  | Partito                                            | Carica  | Note  |
| -------------- | -------------- | ---------------- | -------------------------------------------------- | ------- | ----- |
| 10 giugno 2018 | 29 maggio 2023 | Greta Pes        | Lista civica "Innovazione per Soddì"               | Sindaco | [ 8 ] |
| 29 maggio 2023 | in carica      | Francesco Mascia | Lista civica "Rinnovamento e tradizione per Soddì" | Sindaco | [ 9 ] |